# Campeonato Pan-Americano de Ginástica de 2021
O Campeonato Pan-Americano de Ginástica de 2021 foi realizado no Rio de Janeiro, Brasil, em junho de 2021. Três disciplinas de ginástica foram disputadas: ginástica artística (de 4 a 6 de junho), ginástica rítmica (de 11 a 13 de junho) e de trampolim (de 11 a 13 de junho). O evento seria originalmente realizado nos Estados Unidos, mas foi alterado devido a preocupações em torno da pandemia de COVID-19. O evento serviu como qualificação para os Jogos Olímpicos de 2020.

## Medalhistas

### Ginástica artística
| Evento              | Ouro                                                                                            | Ouro    | Prata                                                                                            | Prata   | Bronze | Bronze  |
| ------------------- | ----------------------------------------------------------------------------------------------- | ------- | ------------------------------------------------------------------------------------------------ | ------- | --- | ------- |
| Masculino           |                                                                                                 |         |                                                                                                  |         | |         |
| Equipes             | Brasil · Francisco Barretto · Tomás Florêncio · Arthur Nory Mariano · Diogo Soares · Caio Souza | 251.450 | Estados Unidos · Cameron Bock · Vitaliy Guimaraes · Paul Juda · Riley Loos · Donnell Whittenburg | 248.00  | Colômbia · Kristopher Bohórquez · Jossimar Calvo · José Manuel Martínez · Javier Sandoval · José David Toro | 241.750 |
| Individual geral    | Caio Souza (BRA)                                                                                | 84.450  | Paul Juda (USA)                                                                                  | 83.000  | Diogo Soares (BRA)                                                                                          | 82.700  |
| Solo                | Israel Chiriboga (ECU)                                                                          | 13.550  | Tomás Florêncio (BRA)                                                                            | 13.100  | Julián Jato (ARG)                                                                                           | 13.050  |
| Cavalo com alças    | Santiago Mayol (ARG)                                                                            | 13.000  | Javier Sandoval (COL)                                                                            | 13.000  | Francisco Barretto (BRA)                                                                                    | 13.000  |
| Argolas             | Caio Souza (BRA)                                                                                | 14.700  | Federico Molinari (ARG)                                                                          | 14.500  | Kristopher Bohórquez (COL)                                                                                  | 14.350  |
| Salto               | Caio Souza (BRA)                                                                                | 14.575  | Fabián de Luna (MEX)                                                                             | 14.175  | Daniel Villafañe (ARG)                                                                                      | 14.025  |
| Barras paralelas    | Caio Souza (BRA)                                                                                | 14.900  | Javier Sandoval (COL)                                                                            | 14.500  | Diogo Soares (BRA)                                                                                          | 14.050  |
| Barra fixa          | Javier Sandoval (COL)                                                                           | 13.900  | José Manuel Martínez (COL)                                                                       | 13.500  | Santiago Mayol (ARG)                                                                                        | 12.900  |
| Feminino            |                                                                                                 |         |                                                                                                  |         | |         |
| Equipes             | Brasil · Rebeca Andrade · Christal Bezerra · Ana Luiza Lima · Lorrane Oliveira · Júlia Soares   | 160.733 | México · Daniela Briceño · Paulina Campos · Natalia Escalera · Victoria Mata · Cinthia Ruiz      | 152.601 | Argentina · Brisa Carraro · Luna Fernández · Abigail Magistrati · Rocio Saucedo                             | 139.066 |
| Individual geral    | Rebeca Andrade (BRA)                                                                            | 56.700  | Luciana Alvarado (CRC)                                                                           | 50.833  | Lorrane Oliveira (BRA)                                                                                      | 50.700  |
| Salto               | Natalia Escalera (MEX)                                                                          | 13.433  | Hillary Heron (PAN)                                                                              | 13.050  | Alaís Perea (ECU)                                                                                           | 12.783  |
| Barras assimétricas | Lorrane Oliveira (BRA)                                                                          | 13.867  | Christal Bezerra (BRA)                                                                           | 12.967  | Daniela Briceño (MEX)                                                                                       | 11.933  |
| Trave               | Luciana Alvarado (CRC)                                                                          | 13.033  | Paulina Campos (MEX)                                                                             | 12.433  | Júlia Soares (BRA)                                                                                          | 12.333  |
| Solo                | Ana Luiza Lima (BRA)                                                                            | 12.967  | Christal Bezerra (BRA)                                                                           | 12.767  | Abigail Magistrati (ARG)                                                                                    | 12.333  |

Notas
Em 23 de junho de 2021, a ginasta argentina Martina Dominici foi suspensa provisoriamente por usar uma substância proibida durante o Campeonato Pan-Americano de 2021. As pontuações de Dominici foram removidas dos resultados oficiais. Ela já havia ganhado a medalha de ouro do salto, medalha de prata no individual geral e no solo e medalha de bronze na trave de equilíbrio, junto com uma medalha de bronze com a equipe.

### Ginástica rítmica
| Evento                  | Ouro | Ouro    | Prata                                                                                    | Prata   | Bronze | Bronze  |
| ----------------------- | --- | ------- | ---------------------------------------------------------------------------------------- | ------- | --- | ------- |
| Equipe                  | Brasil · Bárbara Domingos · Natália Gaudio · Andressa Jardim                                                       | 208.550 | México · Rut Castillo · Karla Díaz · Ledia Juárez                                        | 208.300 | Estados Unidos · Lennox Hopkins-Wilkins · Alexandria Kautzman · Victoria Kobelev                                            | 196.400 |
| Individual geral        | Rut Castillo (MEX)                                                                                                 | 91.500  | Bárbara Domingos (BRA)                                                                   | 89.250  | Natália Gaudio (BRA) | 84.550  |
| Grupo geral             | Brasil · Duda Arakaki · Bárbara Galvão · Déborah Medrado · Geovanna Santos · Gabrielle da Silva · Beatriz Linhares | 74.400  | México · Andrea Garza · Adriana Hernández · Sara Ruíz · Adirem Tejeda · Karen Villanueva | 73.700  | Estados Unidos · Isabelle Connor · Camilla Feeley · Nicole Sladkov · Yelyzaveta Merenzon · Lili Mizuno · Elizaveta Pletneva | 71.000  |
| Arco                    | Karla Díaz (MEX)                                                                                                   | 21.850  | Bárbara Domingos (BRA)                                                                   | 21.250  | Lennox Hopkins-Wilkins (USA)                                                                                                | 20.950  |
| Bola                    | Bárbara Domingos (BRA)                                                                                             | 23.300  | Natália Gaudio (BRA)                                                                     | 23.250  | Alexandria Kautzman (USA)                                                                                                   | 21.250  |
| Maças                   | Bárbara Domingos (BRA)                                                                                             | 24.000  | Sol Fainberg (ARG)                                                                       | 21.050  | Karla Díaz (MEX) | 20.900  |
| Fita                    | Natália Gaudio (BRA)                                                                                               | 20.650  | Victoria Kobelev (USA)                                                                   | 19.300  | Sol Fainberg (ARG) | 19.250  |
| Grupo - 5 Bolas         | Brasil · Duda Arakaki · Bárbara Galvão · Déborah Medrado · Geovanna Santos · Gabrielle da Silva · Beatriz Linhares | 40.250  | México · Andrea Garza · Adriana Hernández · Sara Ruíz · Adirem Tejeda · Karen Villanueva | 39.300  | Estados Unidos · Isabelle Connor · Camilla Feeley · Nicole Sladkov · Yelyzaveta Merenzon · Lili Mizuno · Elizaveta Pletneva | 36.100  |
| Grupo 3 Arcos + 4 Maças | Brasil · Duda Arakaki · Bárbara Galvão · Déborah Medrado · Geovanna Santos · Gabrielle da Silva · Beatriz Linhares | 36.650  | México · Andrea Garza · Adriana Hernández · Sara Ruíz · Adirem Tejeda · Karen Villanueva | 35.950  | Estados Unidos · Isabelle Connor · Camilla Feeley · Nicole Sladkov · Yelyzaveta Merenzon · Lili Mizuno · Elizaveta Pletneva | 33.200  |

### Ginástica de trampolim
| Evento                                  | Ouro                                      | Ouro   | Prata                                          | Prata  | Bronze                                               | Bronze          |
| --------------------------------------- | ----------------------------------------- | ------ | ---------------------------------------------- | ------ | ---------------------------------------------------- | --------------- |
| Masculino                               |                                           |        |                                                |        |                                                      |                 |
| Trampolim individual                    | Ángel Hernández (COL)                     | 57.220 | Jeffrey Gluckstein (USA)                       | 56.610 | Cody Gesuelli (USA)                                  | 56.095          |
| Trampolim sincronizado                  | Cody Gesuelli (USA) · Ruben Padilla (USA) | 50.415 | Bernardo Aquino (ARG) · Santiago Ferrari (ARG) | 45.540 | Alexander Giraldo (COL) · Julián Esteban Alvis (COL) | 43.400          |
| Trampolim individual (grupo 17-21 anos) | Ruben Padilla (USA)                       | 55.695 | Zachary Ramacci (USA)                          | 54.050 | Adrian Martínez (MEX)                                | 53.960          |
| Feminino                                |                                           |        |                                                |        |                                                      |                 |
| Trampolim individual                    | Camilla Gomes (BRA)                       | 52.300 | Ingrid Maior (BRA)                             | 51.300 | Melissa Flores (MEX)                                 | 47.625          |
| Trampolim sincronizado                  | Alice Gomes (BRA) · Camilla Gomes (BRA)   | 45.065 | Florencia Braun (ARG) · Lucila Maldonado (ARG) | 41.465 | Nenhum premiado                                      | Nenhum premiado |
| Trampolim individual (grupo 17-21 anos) | Jennifer dos Santos (BRA)                 | 48.710 | Mariola García (MEX)                           | 48.085 | Lucila Maldonado (ARG)                               | 47.465          |

## Quadro de medalhas
| Pos.               | País               | Ouro | Prata | Bronze | Total |
| ------------------ | ------------------ | ---- | ----- | ------ | ----- |
| 1                  | Brasil             | 19   | 7     | 6      | 32    |
| 2                  | México             | 3    | 8     | 4      | 15    |
| 3                  | Estados Unidos     | 2    | 5     | 7      | 14    |
| 4                  | Colômbia           | 2    | 3     | 3      | 8     |
| 5                  | Argentina          | 1    | 4     | 7      | 12    |
| 6                  | Costa Rica         | 1    | 1     | 0      | 2     |
| 7                  | Equador            | 1    | 0     | 1      | 2     |
| 8                  | Panamá             | 0    | 1     | 0      | 1     |
| Total (8 entradas) | Total (8 entradas) | 29   | 29    | 28     | 86    |